# Груж

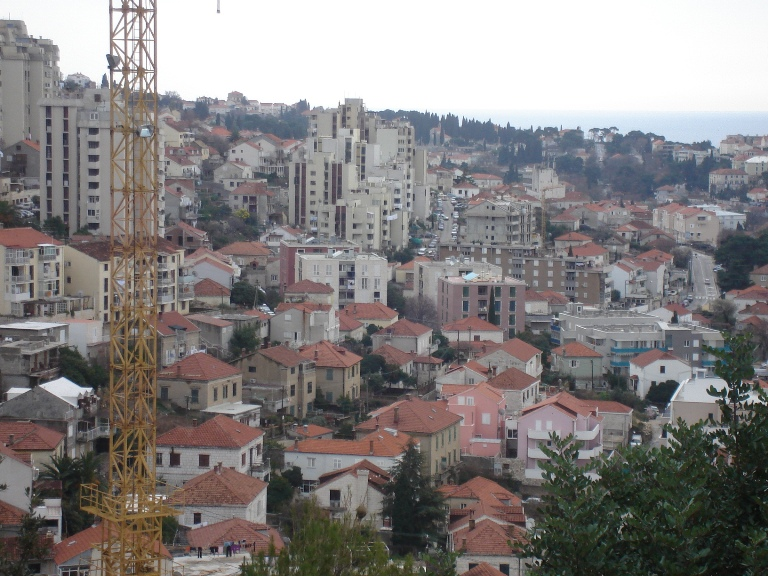
Новобудови Гружа

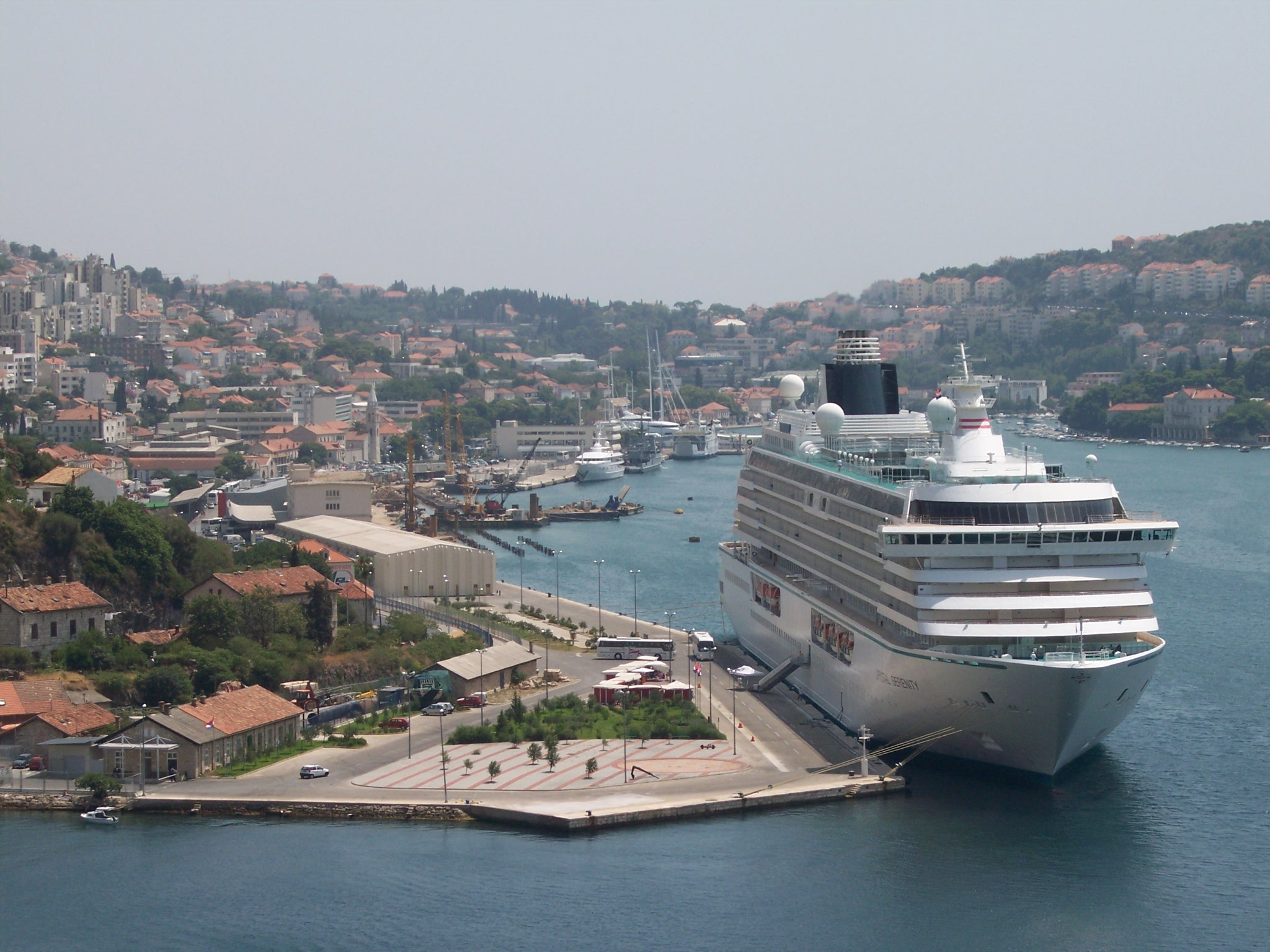
Круїзний лайнер, пришвартований у Гружі

Груж (хорв. Gruž, італ. Gravosa — Santa Croce) — міський район хорватського міста Дубровника, приблизно за 2 км на північний захід від cтарої частини міста. Налічує приблизно 15 000 жителів. Місце розташування головного порту Дубровника, його найбільшого ринку та головного автовокзалу «Лібертас». Історично був мануфактурно-промисловою зоною Дубровника. Нині один із головних житлових районів міста поряд із Лападом і Мокошицею.
З XIII і майже до кінця XVI сторіччя Груж був окремим від Дубровника містом, яке забезпечувало літній відпочинок для жителів Рагузької республіки. Морське узбережжя, як і береги річки Омбла, всіяні великою кількістю кам'яниць і колишніх літніх палаців, оточених обробленими ділянками.
Починаючи з грудня 1910 року, Груж був кінцевою станцією дубровницького трамвая, який припинив курсувати в 1970 році після смертельної аварії, коли трамвай зійшов з рейок і опинився в парку перед воротами Піле. Звідтоді цю лінію замінили автобусні маршрути.
Розташований у природно захищеній бухті, порт слугував військово-морським об'єктом Австро-Угорщини до кінця 1918 року, а нині може приймати великі пасажирські круїзні судна. З порту регулярно курсують пороми до Елафітських островів і Млета. Також є будинок митниці для міжнародних поромів, зокрема з Барі.
Груж розкинувся прямо біля входу в порт Омбла. Тут зимують судна, приписані до Дубровника. Потужні шквали, спускаючись із високогір'я, приносять холодну, північну бору, але це не позначається на спокійних водах бухти Гружа.